# Gruppo Sportivo M.A.T.E.R. 1939-1940
Questa voce raccoglie le informazioni riguardanti la Gruppo Sportivo Motori Alimentatori Trasformatori Elettrici nelle competizioni ufficiali della stagione 1939-1940.

## Rosa
| N. |                   | Ruolo | Calciatore               |
| -- | ----------------- | ----- | ------------------------ |
|    | Italia (bandiera) | P     | Antonio Marietti         |
|    | Italia (bandiera) | P     | Giovanni Zenaro          |
|    | Italia (bandiera) | D     | Fulvio Bernardini        |
|    | Italia (bandiera) | D     | Cesare Augusto Fasanelli |
|    | Italia (bandiera) | D     | Lido Loveri              |
|    | Italia (bandiera) | C     | Roberto Allemandi        |
|    | Italia (bandiera) | C     | Sandro Andreini          |
|    | Italia (bandiera) | C     | Giovanni Battioni        |
|    | Italia (bandiera) | C     | Nazzareno Celestini      |

| N. |                   | Ruolo | Calciatore          |
| -- | ----------------- | ----- | ------------------- |
|    | Italia (bandiera) | A     | Dandolo Flumini     |
|    | Italia (bandiera) | C     | Aldo Giannini       |
|    | Italia (bandiera) | A     | Fernando Longobardi |
|    | Italia (bandiera) | C     | Goffredo Napoli     |
|    | Italia (bandiera) | C     | Nicola Pieri        |
|    | Italia (bandiera) | A     | Armando Preti       |
|    | Italia (bandiera) | A     | Otello Trombetta    |
|    | Italia (bandiera) | C     | Renato Vignolini    |

## Risultati

### Serie C

#### Girone G

##### Girone di andata
| Arbitro: | D'Agostino (Porto San Giorgio) |

|                                                         |           |                          |
| Trombetta 3’, 14’ Napoli II 11’ Fasanelli 58’ Preti 60’ | Marcatori | 17’ Villotti 46’ Schiavi |

| Arbitro: | Goracci (Firenze) |

|             |           |                                                                         |
| Careddu 28’ | Marcatori | 16’ Preti 32’, 84’ Brossi 38’ Battioni 67’, 89’ Fasanelli 76’ Celestini |

| Arbitro: | Bianchi (La Spezia) |

|               |           |  |
| Trombetta 90’ | Marcatori |  |

| Arbitro: | Scotto (Savona) |

|             |           |                      |
| Paolini 50’ | Marcatori | 30’ Preti 65’ Brossi |

| 22 ottobre 1939 5ª giornata |  | – Turno di riposo |  |  |

| Arbitro: | Costantini (Pescara) |

|                                                                 |           |  |
| Battioni 3’ Preti 22’, 90’ Dander 30’ (aut.) Fasanelli 38’, 63’ | Marcatori |  |

| Castellammare di Stabia 5 novembre 1939 7ª giornata | Stabia             | 0 – 0 referto | MATER | \| Arbitro: \| Martelli (Bologna) \| |
| Arbitro:                                            | Martelli (Bologna) |               |       |                                      |

| Arbitro: | Di Nanni |

|                              |           |               |
| Fasanelli 45’ Bernardini 86’ | Marcatori | 61’ Colarieti |

| Arbitro: | Gianni (Lucca) |

|             |           |  |
| Faccini 10’ | Marcatori |  |

| Arbitro: | Vettoni |

|            |           |  |
| Oliaro 22’ | Marcatori |  |

| Arbitro: | Curradi (Firenze) |

|                 |           |  |
| Trevisanato 63’ | Marcatori |  |

| Arbitro: | Camiolo (Milano) |

|                                    |           |  |
| Strappini 14’ (aut.) Trombetta 78’ | Marcatori |  |

| Arbitro: | Mantovani (Ferrara) |

|               |           |              |
| Guarnieri 10’ | Marcatori | 8’ Celestini |

| Arbitro: | Pulitini |

|                                       |           |                 |
| Preti 38’ Bernardini 62’ Andreini 85’ | Marcatori | 34’ Abatematteo |

| Arbitro: | Ciamberlini (Genova) |

|                                       |           |               |
| Trombetta 24’ Preti 55’ Celestini 68’ | Marcatori | 46’ Parissone |

##### Girone di ritorno
| Arbitro: | Mazza (Napoli) |

|             |           |             |
| Schiavi 53’ | Marcatori | 90’ Santoro |

| Arbitro: | Marsciani (Modena) |

|                                 |           |                  |
| Dasdia 17’ (aut.) Celestini 28’ | Marcatori | 53’ Squarcialupi |

| Napoli 11 febbraio 1940 18ª giornata | Ilva Bagnolese  | 0 – 0 referto | MATER | \| Arbitro: \| Siino (Palermo) \| |
| Arbitro:                             | Siino (Palermo) |               |       |                                   |

| Arbitro: | Goracci (Firenze) |

|                         |           |  |
| Preti 24’ Trombetta 60’ | Marcatori |  |

| 25 febbraio 1940 20ª giornata |  | – Turno di riposo |  |  |

| Orbetello 10 marzo 1940 21ª giornata | Orbetello         | 0 – 2 A tav. referto | MATER | \| Arbitro: \| Goracci (Firenze) \| |
| Arbitro:                             | Goracci (Firenze) |                      |       |                                     |

| Arbitro: | Martelli |

|                                                |           |                          |
| Starace 20’ (aut.) Fasanelli 40’ Trombetta 61’ | Marcatori | 23’ Gereschi 60’ Coccolo |

| Arbitro: | Galeati (Bologna) |

|  |           |              |
|  | Marcatori | 55’ Battioni |

| Arbitro: | Caraglio (Vicenza) |

|                            |           |  |
| Celestini 47’ Battioni 63’ | Marcatori |  |

| Arbitro: | Niccolini |

|             |           |                              |
| Altieri 77’ | Marcatori | 11’ Fasanelli 30’ Bernardini |

| Arbitro: | Camiolo (Milano) |

|              |           |  |
| Battioni 50’ | Marcatori |  |

| Arbitro: | Neri (Vicenza) |

|               |           |                                               |
| Sciamanna 70’ | Marcatori | 17’, 67’ Fasanelli 57’, 85’ Santoro 75’ Preti |

| Arbitro: | Colonna (Bari) |

|                                     |           |                                        |
| Preti 44’ (rig.), 60’ Trombetta 48’ | Marcatori | 25’ Piccinini 30’ Guarnieri 64’ Maturi |

| Torre Annunziata 19 maggio 1940 29ª giornata | Savoia | 0 – 0 referto | MATER |  |

| Arbitro: | Colonna (Bari) |

|                         |           |             |
| Pozzi 17’ Parissone 80’ | Marcatori | 75’ Santoro |

#### Girone finale B

##### Girone di andata
| Arbitro: | Soliani (Genova) |

|                                   |           |  |
| Suppi 29’, 58’ Marchetti 77’, 85’ | Marcatori |  |

| Arbitro: | Moretti (Genova) |

|  |           |                 |
|  | Marcatori | 70’ Compagnucci |

| Arbitro: | Gamba (Napoli) |

|               |           |             |
| Fasanelli 35’ | Marcatori | 29’ Cavazza |

##### Girone di ritorno
| Arbitro: | Marsciani (Modena) |

|                |           |                                                                             |
| Giovannini 63’ | Marcatori | 13’, 30’ Marchetti 39’, 48’, 66’ Suppi 49’, 53’, 55’, 61’ Chiesa 73’ Chiodi |

| Arbitro: | Pizziolo (Firenze) |

|             |           |  |
| Bianchi 60’ | Marcatori |  |

| Arbitro: | Pizziolo (Firenze) |

|           |           |                       |
| Magni 88’ | Marcatori | 32’ (rig.) Bernardini |

### Coppa Italia
| Arbitro: | Caraglio (Vicenza) |

|                  |           |                                                              |
| Villari 57’, 65’ | Marcatori | 30’ (rig.), ?’ Bernardini 40’ ? 54’ ? ?’, ?’ Trombetta Preti |

| Arbitro: | Magrini (Perugia) |

|  |           |                                 |
|  | Marcatori | 1’ Celestini 15’, 20’ Trombetta |

| Arbitro: | Milano |

|                                                |           |            |
| Fasanelli 30’, 32’ Napoli II 80’ Trombetta 89’ | Marcatori | 4’ Zattoni |

| Arbitro: | Scarpi (Dolo) |

|                                           |           |                              |
| Bellini 9’ Violi ?’, 59’, 77’ Mancini 66’ | Marcatori | 54’ (rig.), 90’ (rig.) Preti |